# 주디 브라운
주디스 ("주디") 린 브라운-킹(Judith ("Judi") Lynne Brown-King, 1961년 7월 14일 ~ )은 400m 허들에서 활동한 미국의 육상 선수이다.
밀워키에서 태어난 그녀는 로스앤젤레스의 1984년 하계 올림픽에서 여성 400m 허들 부문에서 은메달을 받았다. 브라운은 팬아메리칸 게임 (1983년, 1987년)에서 금메달을 받았으며 육상 경기(Track and field) 부문에서 12번 빅 텐 챔피언이 되었다.
주디 브라운은 미시간 주립 대학교에서 청각과학(Audiology), 스피치 사이언스(Speech Science)로 학사 학위를, 교육학에서 석사 학위를 받았다. 또, 웨스턴 미시간 대학교에서 Public Administration, Public Policy로 철학박사 학위를 보유하고 있다.

## 참고 문헌
- (영어) Sports Reference
- (영어) USATF 400 Hurdles list
- (영어) USATF Olympic Trials Champions